# Pieces of the Sky
Az 1975-ös Pieces of the Sky Emmylou Harris második nagylemeze. Bár már öt évvel korábban megjelent tőle a Gliding Bird, mégis ezt az albumot tartják debütálásának. A lemezen hallható első slágere, az If I Could Only Win Your Love, mely 4. lett a Billboard country listáján. Említésre méltó továbbá a Too Far Gone, mely a 73. helyig jutott a listákon. Az album maga a 7. helyig jutott a Billboard country albumlistán. Szerepel az 1001 lemez, amit hallanod kell, mielőtt meghalsz című könyvben.

## Az album dalai
|     | Cím                           | Szerző(k)                   | Hossz |
| --- | ----------------------------- | --------------------------- | ----- |
| 1.  | Bluebird Wine                 | Rodney Crowell              | 3:18  |
| 2.  | Too Far Gone                  | Billy Sherrill              | 4:05  |
| 3.  | If I Could Only Win Your Love | Charlie Louvin, Ira Louvin  | 2:36  |
| 4.  | Boulder to Birmingham         | Emmylou Harris, Bill Danoff | 3:33  |
| 5.  | Before Believing              | Danny Flowers               | 4:44  |
| 6.  | Bottle Let Me Down            | Merle Haggard               | 3:16  |
| 7.  | Sleepless Nights              | Felice és Boudleaux Bryant  | 3:25  |
| 8.  | Coat of Many Colors           | Dolly Parton                | 3:42  |
| 9.  | For No One                    | John Lennon, Paul McCartney | 3:40  |
| 10. | Queen of the Silver Dollar    | Shel Silverstein            | 5:14  |

| 1. | Hank and Lefty          | Dallas Frazier, Doodle Owens | 2:50 |
| 2. | California Cottonfields | Frazier, Earl Montgomery     | 2:47 |

## Közreműködők
- Brian Ahern – akusztikus gitár, basszusgitár
- Bruce Archer – akusztikus gitár
- Duke Bardwell – basszusgitár
- Byron Berline – hegedű, mandolin
- James Burton – elektromos gitár, dobro
- Mark Cuff – dob
- Rick Cunha – akusztikus gitár
- Nick DeCaro – vonósok hangszerelése
- Amos Garrett – elektromos gitár
- Richard Greene – hegedű
- Tom Guidera – basszusgitár
- Glen D. Hardin – zongora, elektromos zongora, vonósok hangszerelése
- Emmylou Harris – ének, akusztikus gitár
- Ben Keith – pedal steel gitár
- Bernie Leadon – akusztikus gitár, basszusgitár, bendzsó, dobro, háttérvokál
- Bill Payne – zongora
- Herb Pedersen – akusztikus gitár, tizenkéthúros gitár, bendzsó, háttérvokál
- Danny Pendleton – pedal steel gitár
- Ray Pohlman – basszusgitár
- Linda Ronstadt – háttérvokál
- Ricky Skaggs – hegedű, brácsa
- Fayssoux Starling – háttérvokál
- Ron Tutt – dob

### Produkció
- Brian Ahern – producer, hangmérnök
- Chris Skene – hangmérnök
- Paul Skene – hangmérnök
- Fran Tate – hangmérnök
- Stuart Taylor – hangmérnök

## Fordítás
Ez a szócikk részben vagy egészben a Pieces of the Sky című angol Wikipédia-szócikk ezen változatának fordításán alapul.  Az eredeti cikk szerkesztőit annak laptörténete sorolja fel. Ez a jelzés csupán a megfogalmazás eredetét és a szerzői jogokat jelzi, nem szolgál a cikkben szereplő információk forrásmegjelöléseként.